# Florentina Kolgeci
Florentina Kolgeci (ur. 30 października 2000 w Suvej Rece) – kosowska piłkarka, reprezentantka Kosowa w piłce nożnej kobiet od 2017 roku, w latach 2017-2018 należała do kosowskiej reprezentacji U-19.